# Montebello (Kalifornien)
Montebello ist eine Stadt in den Vereinigten Staaten. Sie liegt im Los Angeles County im Bundesstaat Kalifornien. Das U.S. Census Bureau hat bei der Volkszählung 2020 eine Einwohnerzahl von 62.640 ermittelt. Das Stadtgebiet ist 21,6 km² groß. Die geographischen Koordinaten sind: 34,02° Nord, 118,11° West.
In Montebello befindet sich die größte Gedenkstätte der Vereinigten Staaten, die den Opfern des Völkermords an den Armeniern im Osmanischen Reich gewidmet ist – die Völkermord-Gedenkstätte Montebello.

## Geschichte
Montebellos Geschichte beginnt mit der Gründung einer Missionsstation der Franziskaner (OFM) im Jahr 1771. Bis in die 1920er Jahre war der Ort geprägt durch landwirtschaftliche Produktion von Gemüse, Obst und Blumen. Doch als 1917 die Standard Oil Company Ölvorkommen auf dem Gebiet von Montebello entdeckte, wurden die Agrarflächen zu Ölfeldern.

## Wirtschaft
In Montebello ist die Aeros Corporation angesiedelt, ein Unternehmen der Luftfahrtindustrie und Luftschifffahrt mit etwa 100 Beschäftigten.

## Städtepartnerschaften
Partnerstädte von Montebello sind Ensenada in Mexiko und seit 1961 Ashiya in Japan.

## Söhne und Töchter der Stadt
- Michelle Bauer (* 1958), Pornodarstellerin
- John Paul Fruttero (* 1981), Tennisspieler
- Joe Gonzales (* 1957), Ringer
- Jay Hernández (* 1978), Schauspieler
- Óscar de la Hoya (* 1973), Boxer
- Daniel Kish (* 1966), blinder Echo-Ortungs-Pionier
- Kim Lankford (* 1962), Schauspielerin
- Robert R. Locke (* 1932), Professor für Unternehmensgeschichte
- Sona Movsesian (* 1982), Autorin
- Jennifer Muñoz (* 1996), mexikanische Fußballspielerin
- Mirai Nagasu (* 1993), Eiskunstläuferin
- Jeffrey Lee Pierce (1958–1996), Sänger, Songwriter und Gitarrist
- Michael Trevino (* 1985), Schauspieler